# Berthe Canutte Aarflot
Berthe Canutte Aarflot, dotter till Sivert Knudsen Aarflot, född 1795, död 1859, var en av de mest lästa författarna av uppbyggelseböcker i Norge. Hennes arbeten, av vilka en samling andliga sånger, Troens frugt, upplevt ett tiotal upplagor, är samlade i fem delar med titeln Smuler til næring for livet i Gud (1856–62; ny upplaga 1868–70). Hon blev farfars farmor till Andreas Aarflot.